# Żeleznogorsk-Ilimskij
Żeleznogorsk-Ilimskij – miasto w Rosji, w obwodzie irkuckim. W 2010 roku liczyło 26 079 mieszkańców.